# جینا لی نولین
جینا لی نولین (انگلیسی: Gena Lee Nolin؛ زادهٔ ۲۹ نوامبر ۱۹۷۱) یک هنرپیشه و مانکن اهل ایالات متحده آمریکا است.
از فیلم‌ها یا برنامه‌های تلویزیونی که وی در آن‌ها نقش داشته است می‌توان به بی‌واچ (۱۹۹۹–۱۹۹۵) و نمایش روزانه (۱۹۹۸) اشاره نمود.